# Irlande au Concours Eurovision de la chanson 2020
L'Irlande était l'un des quarante et un pays participants prévus du Concours Eurovision de la chanson 2020, qui aurait dû se dérouler à Rotterdam aux Pays-Bas. Le pays aurait été représenté par la chanteuse Lesley Roy et sa chanson Story of My Life, sélectionnées en interne par le diffuseur RTÉ. L'édition est finalement annulée en raison de la pandémie de Covid-19.

## Sélection
Le diffuseur irlandais RTÉ confirme sa participation à l'Eurovision 2020 le 16 septembre 2019. Le diffuseur annonce le 5 mars 2020 qu'il sera représenté par la chanteuse Lesley Roy et sa chanson Story of My Life, sélectionnées en interne.

## À l'Eurovision
L'Irlande aurait participé à la première demi-finale, le 12 mai puis, en cas de qualification, à la finale du 16 mai 2020.
Le 18 mars 2020, l'annulation du Concours en raison de la pandémie de Covid-19 est annoncée.